# پرایوت‌ایر
پرایوت‌ایر (به انگلیسی: PrivatAir) یک شرکت هواپیمایی با کد یاتا PV است که در ۱۹۷۷ میلادی تأسیس شده‌است. دفتر مرکزی پرایوت‌ایر در میرن، سوئیس واقع شده‌است و به ۱۳ مقصد، پرواز انجام می‌دهد.